# Воловники (Гродненская область)
Воло́вники (бел. Валоўнікі) — деревня в Вензовецком сельсовете Дятловского района Гродненской области Белоруссии. По переписи населения 2009 года в Воловниках проживало 13 человек. Площадь сельского населённого пункта составляет 30,45 га, протяжённость границ — 4,87 км.

## География
Воловники расположены в 7 км к югу от Дятлово, 136 км от Гродно, 18 км от железнодорожной станции Новоельня.

## История
В 1880 году Воловники — деревня в Роготненской волости Слонимского уезда Гродненской губернии (99 жителей). В 1887 году в Воловниках насчитывалось 26 домов, 185 жителей. В 1905 году — 189 жителей.
В 1921—1939 годах Воловники находились в составе межвоенной Польской Республики. В сентябре 1939 года Воловники вошли в состав БССР.
В 1996 году Воловники входили в состав колхоза «Красный Октябрь». В деревне имелось 21 хозяйство, проживало 38 человек.